# Nizozemskoantilski kreolski engleski
Nizozemskoantilski kreolski engleski (nazivan djevičansko-otočni kreolski engleski na Djevičanskim otocima i nizozemskoantilski na Nizozemskim Antilima; ISO 639-3: vic), jedan od kreolskih jezika temeljenih na engleskom, kojim govori oko 88 700 ljudi na području Djevičanskih otoka i Nizozemskih Antila. 
Većina od 52 300 govornika živi na Američkim Djevičanskim otocima (1980 WA), ostali na Britanskim Djevičanskim otocima 19 700 (2003) i 16 700 na Nizozemskim Antilima (2002 SIL), uključujući 14 000 govornika na južnom dijelu otoka Svetog Martina, 1 100 na otoku Sabi i 1 600 na Svetom Eustaziju.

## Vanjske poveznice
- Ethnologue (14th)
- Ethnologue (15th)